# Forelius fiebrigi
Forelius fiebrigi é uma espécie de formiga do gênero Forelius.